# Эрик XII
Эрик XII Магнуссон (швед. Erik Magnusson; 1339 — 21 июня 1359) — король Швеции в 1356—1359 годах, сначала как претендент, а затем как соправитель своего отца Магнуса Эрикссона.

## Биография
Родился в 1339 году, был старшим ребенком короля Швеции и Норвегии Магнуса Эрикссона и его супруги Бланки Намюрской. Королю Магнусу приходилось идти на уступки знати и духовенству своих королевств, поэтому в 1343 году ему пришлось провозгласить своего младшего сына, Хакона, королём Норвегии, а старший сын, Эрик, был назван наследником престола Швеции.
К 1355 году обострились противоречия короля Магнуса с духовенством и Папой Римским, который грозил Магнусу отлучением от церкви за присвоение части десятины. В то же время, в стране сплотилась группировка оппозиционных феодалов во главе с Нильсом Турессоном, ранее занимавшим пост дротса Швеции. Одновременно, младший брат принца Эрика, 15-летний Хакон, получил реальную власть в Норвегии.

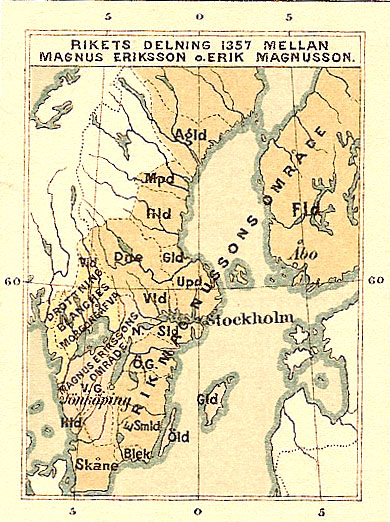
Схема раздела Швеции между Магнусом и Эриком в 1357 году

Все эти события подвигли Эрика на восстание против своего отца, оно началось в 1355 году (или в октябре 1356 года). Эрика поддерживали феодалы Финляндии и южной Швеции (область Сконе). В апреле 1357 года между Магнусом и Эриком было заключено соглашение в Йончёпинге, по которому они оба признавались королями и Швеция делилась на две части, под властью Эрика оказалось Сконе, почти вся восточная часть Швеции и Финляндия. В январе 1359 года, из-за угрозы со стороны датского короля Вальдемара Аттердага, желавшего захватить Сконе и Готланд, соглашение было пересмотрено. Теперь Магнус и Эрик были провозглашены королями-соправителями единой Швеции.
21 июня 1359 года Эрик Магнуссон скончался. Высказывались предположения о его отравлении, он сам перед смертью обвинял свою мать Бланку Намюрскую в отравлении. Также есть версия, что он умер от чёрной смерти.

## Семья
Эрик Магнуссон был женат с 1356 года на Беатрисе Баварской (1344—1359), дочери императора Священной Римской империи Людовика Виттельсбаха. Она умерла спустя несколько месяцев после Эрика, в декабре 1359 года, перед этим родив мертворождённого сына.